# نفود العريق
نفُود العريق كثبان رملية، كبيرة المساحة. تقع في عالية نجد وسط المملكة العربية السعودية. يحد محمية نفود العريق عدد من القرى ومنها قرية بطين العريق و الظاهرية و البصيري وهي تتبع إداريا لمحافظة ضرية.

## التاريخ
كانت تعرف قديمًا برُميلة اللوى، قال محمد ناصر العبودي: «الذي أعتقده أنه هو الذي كان يسَّمى قديمًا اللوى أو رُميلة اللوى، وقد استظهر أستاذنا حمد الجاسر ذلك فقال تعليقًا على قول الحربي (صاحب كتاب المناسك) وهو يتكلم عن ضرية٬ ثم من وراء ذلك رُميلة اللوى التي ذكرتها العرب في أشعارها فقال الأستاذ حمد: اللوى لغةً: منقطع الرمل٬ وهنا موضع يسَّمى العُرَيق أو عريق الدسم وهو رمل ممتد ينطبق عليه كثير من أوصاف المتقدمين».

## الوصف
وتمتد نفود العُرَيق من الشمال إلى الجنوب على شكل هلال تقريبًا قرناه يتجهان نحو الشرق٬ وربما كانت تشغل مجرى ارفد قديم من روافد وادي الرمة٬ وتمتد من دائرة عرض 24 َ20 ْ حتى 25 َ40 ْ شمالاً٬ ويمر خط طول 42 َ30 ْ شرقًا وسط النفود تقريبًا. تبلغ مساحة النفود 2.500 كم مربع، وتمثل 0,4 من مجمل التجمعات الرملية في المملكة، يحدها وادي الجَرير من الغرب وارفده وادي المِياه من الغرب والجنوب٬ أما من الشرق فتحدها مجموعة جبال متصلة تقريبًا قامت بتحديد شكلها الطولي هي جبال أبان الأحمر وجبال المقوقي وجبال شعبا.